# ساژنیت
ساژنیت (به انگلیسی: Sagenite) با فرمول شیمیایی TiO2 از مجموعه کانی هاست و اغلب در بیوتیت و کوارتز به صورت ادخال وجود دارد. از کلمه لاتین Sagena به معنای نرده و رشته‌است. ذوب نمی‌شود و در اسیدها نامحلول است. برای اولین بار در سوئیس کشف شد و از نظر شکل بلور: بلورهای سوزنی که حالت نرده‌ای ۶۰ درجه دارد؛ و در رده‌بندی اکسید
، از نظر ژیزمان فراوان است و بیشتر در اطریش، روسیه، برزیل، سوئیس یافت می‌شود.